# Wang Liping
Wang Liping (Hebei, 12 de novembro de 1973) é uma ex-futebolista chinesa, que atuava como defensora, medalhista olímpica.

## Carreira
Wang Liping integrou o elenco da Seleção Chinesa de Futebol Feminino, nas Olimpíadas de 1996, 2000 e 2004. 